# Elasmosauridae
Elasmosauridae là một họ thằn lằn cổ rắn (Plesiosauria). Chúng có cổ dài nhất trong các nhóm Plesiosauria và sinh tồn từ cuối kỷ Trias đến cuối kỷ Phấn trắng. Những bằng chứng mới  cho thấy thức ăn của chúng chủ yếu bao gồm động vật giáp xác và động vật thân mềm.

## Kích thước

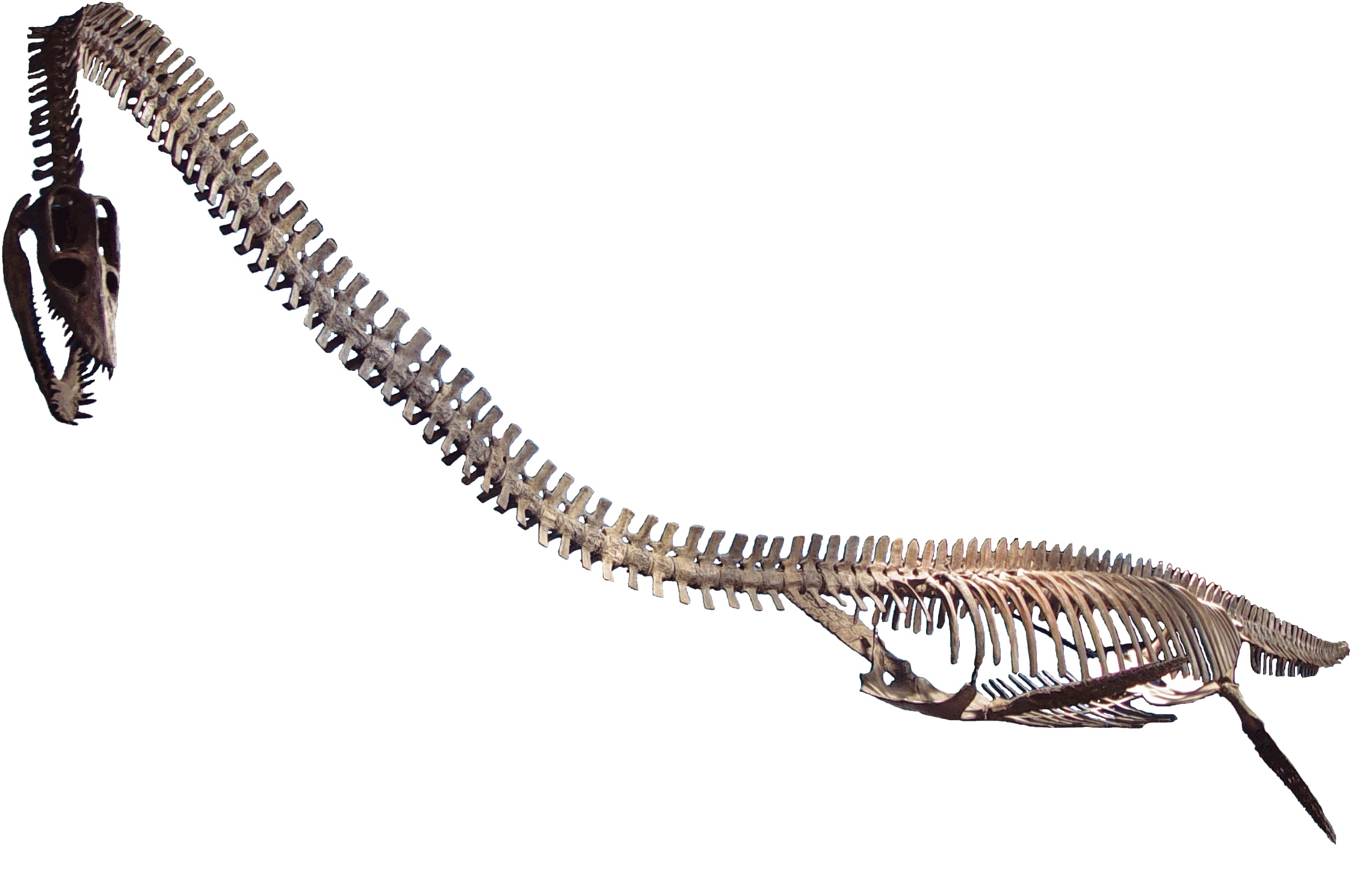
Elasmosaurus platyurus trong Rocky Mountain Dinosaur Resource Center ở Woodland Park, Colorado

Các loài Elasmosauridae ở thời kỳ đầu (kỷ Trias) có kích thước nhỏ, chỉ dài khoảng 3 m (9,8 ft). Vào cuối kỷ Phấn trắng, các loài Elasmosauridae lớn dài tới 14 m (46 ft), chẳng hạn như Elasmosaurus. Cổ của chúng dài nhất trong tất cả các nhóm Plesiosauria, khoảng từ 32 đến 76 (Albertonectes) đốt sống cổ. Chúng có thể nặng tới vài tấn.

## Phân loại
Họ Elasmosauridae được Cope dựng lên năm 1869, bao gồm một số chi neo quanh chi Elasmosaurus.
- Họ Elasmosauridae
  - Albertonectes
  - Aphrosaurus
  - Aristonectes
  - Callawayasaurus
  - Elasmosaurus
  - Eromangasaurus
  - Fresnosaurus
  - Futabasaurus
  - Hydralmosaurus
  - Hydrotherosaurus
  - Kaiwhekea
  - Libonectes
  - Mauisaurus
  - Styxosaurus
  - Terminonatator
  - Thalassomedon
  - Tuarangisaurus
  - Wapuskanectes[1]
  - Zarafasaura[2]
- nghi vấn là Elasmosauridae
  - Cimoliasaurus[3]
  - Goniosaurus
  - Ogmodirus
  - Orophosaurus
  - Piptomerus
  - Woolungasaurus[4]